# NK Rakov Potok
NK Rakov Potok nogometni je klub iz mjesta Rakov Potok koje se nalazi u okolici Samobora. Klub se trenutno natječe u Jedinstvenoj županijskoj nogometnoj ligi. 

## Povijest
NK Rakov Potok osnovan je 1975. godine, te desetak godina aktivno sudjeluje na natjecanjima. Zbog nedostatka kadrova i financijskih sredstava 1985.godine klub nema ekipu koja sudjeluje u natjecanjima, međutim 2003. godine okupljaju se nekadašnji igrači kluba, sada veterani i ponovno registriraju NK Rakov Potok. Prve dvije sezone natječu se samo veterani u Samoborskoj ligi, a 2005. godine klub osniva i kategorije seniora i juniora. Seniori kreću iz najniže 2. županijske lige u kojoj su nastupali desetak godina, ponekad s većim ili manjim uspjehom.
Dolaskom sportskog direktora i trenera, gosp. Daku Ervina seniorska momčad konačno 2016. godine osvaja 2. županijsku ligu i prelazi u viši rang, odnosno 1. županijsku ligu. 2019. godine osvajaju i 1. županijsku ligu, te prelaze u Jedinstvenu županijsku nogometnu ligu nakon čega klub napušta gosp. Daku Ervin, a seniorsku momčad i podmladak kluba preuzima gosp. Branko Mlinar. 
Početak natjecanja u JŽNL bio je neizvjesan, jer klub su napustila 6-orica najkvalitetnijih igrača. Financije i budžet kluba ostaje isti, odnosno mizeran, uvjeti slabi i neprimjereni klubu koji se natječe u JŽNL, ali trener Mlinar uvodi u momčad perspektivne juniore, odrađuje pripreme i kreće u prvenstvo. Nakon 7 odigranih kola, NK Rakov Potok nalazio se na 4. mjestu JŽNL s 5 pobjeda i 2 poraza. 
Godine 2019., počela je škola nogometa, trenutno 40-ak djece redovito trenira i igra utakmice u svojim uzrasnim kategorijama. 
U značajnije rezultate treba spomenuti i nastup seniorske momčadi u finalu Samoborskog kupa 2019.

## Vanjske poveznice
- Službena web-stranica